# Turkcell
Turkcell İletişim Hizmetleri A.Ş., kurz Turkcell, ist neben Türk Telekom und Vodafone Türkiye einer der größten Mobilfunkanbieter sowie Mobilfunknetzbetreiber in der Türkei. Turkcell hat Yaani entwickelt, einen Browser für Handy und Desktop.

## Geschichte
Im Februar 1994 nahm Turkcell das erste GSM-Netz der Türkei in Betrieb. Heute hat Turkcell in der Türkei 34,5 Millionen Kunden und somit einen Marktanteil von 53 %, den Rest teilen sich die beiden Mitbewerber Vodafone Türkiye mit 28 % und die Türk Telekom mit 20 % Marktanteil. Turkcell deckt 100 % aller türkischen Städte mit über 1.000 Einwohnern ab und erreicht 99,13 % der gesamten Bevölkerung. Die Netzabdeckung erreicht 88,3 % der gesamten Landmasse der Türkei. Das Unternehmen hatte im Jahr 2011 einen Umsatz in Höhe von 9,8 Mrd. Türkische Lira. Turkcell war von 2005 bis 2010 der Haupt- und Namenssponsor der ersten türkischen Fußballliga, der Süper Lig.

## Aktie
Turkcell ist das einzige türkische Unternehmen, dessen Aktie in ADR-Form (ISIN US9001112047) an der New Yorker Börse, der New York Stock Exchange, gehandelt wird. Der größte Anteilsinhaber ist der Turkey Wealth Fund mit einem Gesamtpaket von 26,2 %, ein weiterer die zur LetterOne-Gruppe gehörende IMTIS Holdings mit 19,8 %. Der Turkey Wealth Fund hatte seine Beteiligung, die eine Kategorie von privilegierten Aktien beinhaltet, die die Kontrolle des Verwaltungsrats der Gesellschaft vermitteln, im Juni 2020 erworben.

## Beteiligungen
Über Beteiligungen ist Turkcell auch in den Ländern Aserbaidschan (über Azercell), Georgien (Geocell), Kasachstan, Moldawien (Moldcell), Nordzypern, Ukraine, Belarus mit 14,1 Millionen Kunden vertreten. Bis Ende April 2020 war Turkcell auch als Marke in Deutschland durch eine Kooperation mit Telekom Deutschland vertreten. Das erst 2005 entstandene ukrainische Tochterunternehmen life:) hat 9,7 Millionen Kunden; die Tochter in Nordzypern 400.000 Kunden. Turkcell bietet auch bei der Vergabe von Mobilfunklizenzen in Kuwait mit. 2012 war Turkcell am Kauf der Bulgarischen Vivacom interessiert, ihr Angebot wurde von den Vivacom-Gläubigern aber nicht akzeptiert und das Unternehmen wurde schlussendlich an ein Konsortium rund um die Russische VTB Capital verkauft.  